# 桂文我 (4代目)
4代目 桂 文我（かつら ぶんが、1960年8月15日 - ）は三重県松阪市出身の落語家。本名は大東 幸浩。出囃子は「せり」。

## 人物
松阪市立中部中学校から落語が好きで学校に落語の部活がなかったので教師に頼んで部活を創設するほどであった。その後三重県立松阪工業高等学校でも部活を立ち上げる、卒業後、1979年（昭和54年）3月2代目桂枝雀に入門。同年7月、茨木市での「雀の会」にて桂雀司として初舞台。1995年（平成7年）、4代目桂文我を襲名。現在では東名阪を中心に、全国各地で年間約300回の落語会を開催。また自らの幼少時に落語や浪曲に触れた経験から、とくに1992年（平成4年）ころより、子供を対象にした落語会も多数開いている。珍しい噺の掘り起こしに力を入れるなど、熱心な落語研究家でもある。夫人はお囃子三味線のかつら益美。
1994年師匠枝雀と共に一門全員が上方落語協会脱退。2008年、兄弟弟子である桂九雀の呼びかけで一門の大半が復帰したが、文我は思うところがあって、復帰せず現在に至る。従って天満天神繁昌亭には未だかつて出演せず、非協会員でも朝夜席には出演できるにもかかわらず頑なに出演を拒んでいる。また、旧大須演芸場席亭・足立秀夫との親交も深く、名古屋での月例独演会は続けているものの、2015年9月以降の新生・大須演芸場には定席・貸館ともに出演をしていない。
芸風は師・枝雀と違い爆笑派ではなくしっかりじっくり聴かす古典派。
2011年9月現在は出身地の三重県松阪市在住。

## 受賞歴
- 1983年（昭和58年） 「第4回ABC落語漫才新人コンクール」審査員奨励賞
- 1991年（平成3年） 「第6回NHK新人演芸大賞」優秀賞
- 1994年（平成6年） 「第58回国立演芸場花形演芸会」金賞
- 1995年（平成7年） 「第15回国立演芸場花形演芸会」大賞
- 1996年（平成8年） 「国立演芸場花形演芸会」金賞
- 1996年（平成8年） 「第13回大阪市咲くやこの花賞」
- 1997年（平成9年） 「国立演芸場花形演芸会」金賞
- 1999年（平成11年） 「国立演芸場花形演芸会」金賞
- 2003年（平成15年） 「芸術選奨新人賞」
- 2009年（平成21年） 「第64回文化庁芸術祭」優秀賞
- 2022年（令和4年）「第11回水木十五堂賞」[1]

## 弟子

### 直弟子
- 桂まん我
- 桂笑我

#### その他
- 笑福亭里光 - 落語家になろうと考え、最初に文我に弟子入りしようとしたが断られた。後に笑福亭鶴光に入門。
- 吉田達（落語会プロデューサー）- 文我に入門したが、松阪でホームシックになり名前をもらう前に断念。後に、大阪で東京の落語家を招く落語会「吉田食堂」を立ち上げる[2]。

## 書籍・CD

### 絵本
| タイトル | 発行年月   | 出版社     | ISBN                | 備考         |
| --- | ---------- | ---------- | ------------------- | ------------ |
| おもしろ落語絵本 ごくらくらくご （たぬきの入学式、おべんとすいと、かっぱのカッパ、おもいたんざく、ざしきわらし、すいかのたねあかし：創作落語）              | 2003年10月 | 小学館     | ISBN 4-09-727165-2  | 付属資料：CD |
| おもしろ落語絵本 ごくらくらくご 2 （月とおだんご、本を読んでるもん、5年分のプレゼント、おかしな七福神、雪女のたん生日、くいしんぼうのひなまつり：創作落語） | 2003年10月 | 小学館     | ISBN 4-09-727165-2  | 付属資料：CD |
| 日本傑作絵本シリーズ らくご絵本 ちゃっくりがきぃふ （商売根問）                                                                                             | 2002年11月 | 福音館書店 | ISBN 4-8340-1896-2  |              |
| 日本傑作絵本シリーズ らくご絵本 えんぎかつぎのだんなさん （米揚げ笊）                                                                                       | 2004年1月  | 福音館書店 | ISBN 4-8340-0556-9  |              |
| とくべえとおへそ （月宮殿星の都） | 2004年5月  | 童心社     | ISBN 4-494-01240-8  |              |
| 絵本・ともだちあつまれ りゅうぐうじょうでさがしもの （創作落語）                                                                                            | 2005年5月  | 童心社     | ISBN 4-494-00828-1  |              |
| 桂文我のでっちえほん おしりつねり（粗忽の使者） | 2017年12月 | BL出版     | ISBN 978-4776408376 |              |
| 桂文我のでっちえほん お正月 | 2018年12月 | BL出版     | ISBN 9784776408390  |              |
| 桂文我のでっちえほん いちはちじゅうのもぉくもく（平林） | 2019年6月  | BL出版     | ISBN 9784776408383  |              |

### 紙芝居
| タイトル                                                   | 発行年月  | 出版社 | ISBN               |
| ---------------------------------------------------------- | --------- | ------ | ------------------ |
| 紙芝居おおわらい落語劇場 さらやしきのおきく （皿屋敷）     | 2004年3月 | 童心社 | ISBN 4-494-07709-7 |
| 紙芝居おおわらい落語劇場 七どぎつね （七度狐）             | 2004年3月 | 童心社 | ISBN 4-494-07708-9 |
| 紙芝居おおわらい落語劇場 めがねやとどろぼう （眼鏡屋盗人） | 2004年3月 | 童心社 | ISBN 4-494-07710-0 |
| 紙芝居おおわらい落語劇場 とまがしま （苫ヶ島）             | 2004年3月 | 童心社 | ISBN 4-494-07711-9 |
| 紙芝居おおわらい落語劇場 さぎとり （鷺とり）               | 2004年3月 | 童心社 | ISBN 4-494-07712-7 |
| ともだちだいすき うなぎにきいて （素人鰻）                 | 2005年6月 | 童心社 | ISBN 4-494-08971-0 |

### 児童書
| タイトル                                                                   | 発行年月   | 出版社   | ISBN               |
| -------------------------------------------------------------------------- | ---------- | -------- | ------------------ |
| 落語ワンダーランド 1 さらやしき （皿屋敷）                                 | 1994年8月  | 喜迴舎   |                    |
| 落語ワンダーランド 3 七度狐 （七度狐）                                     | 1995年8月  | 喜迴舎   |                    |
| きみにもなれる落語の達人 1 まんじゅうこわい （饅頭こわい、平林、花色木綿） | 2000年10月 | 岩崎書店 | ISBN 4-265-02761-X |
| きみにもなれる落語の達人 2 たぬきのサイコロ （狸の賽、猪買い）             | 2000年12月 | 岩崎書店 | ISBN 4-265-02762-8 |
| きみにもなれる落語の達人 3 どうぐ屋 （道具屋、大安売り、ん廻し）           | 2001年1月  | 岩崎書店 | ISBN 4-265-02763-6 |
| きみにもなれる落語の達人 4 てんぐの酒もり （天狗の酒盛り、代脈）           | 2001年2月  | 岩崎書店 | ISBN 4-265-02764-4 |
| きみにもなれる落語の達人 5 サギとり （鷺とり、酒のかす、苫ヶ島）           | 2001年3月  | 岩崎書店 | ISBN 4-265-02765-2 |
| 楽しく演じる落語 教室でちょいと一席                                        | 2007年3月  | いかだ社 | ISBN 9784870512054 |

### 書籍
| タイトル | 発行年月   | 出版社               | ISBN                   | 備考                           |
| --- | ---------- | -------------------- | ---------------------- | ------------------------------ |
| 復活珍品 上方落語選集 （片袖、高宮川天狗酒盛、蝋燭喰い、長持、能狂言、後家殺し、さじ加減、佐野山、月宮殿星の都、しじみ売り、団扇芝居、芝居風呂、昆布巻芝居、猫芝居、苫ヶ島、音曲質屋、髑髏の仇討ち、伊勢松坂屋怪談）    | 2001年7月  | 燃焼社               | ISBN 4-88978-013-0     |                                |
| 復活珍品 上方落語選集 続 （占い八百屋、南海道牛かけ、しらみ茶屋、紺田屋、田舎芝居、関津富、蛸坊主、稲川、出歯吉、井戸の茶碗、ほうじの茶、箒屋娘、応挙の幽霊、小間物屋小四郎、下女の出かはり、シールス来朝、死ぬなら今） | 2002年11月 | 燃焼社               | ISBN 4-88978-027-0     | 初代から三代目までの速記も収録 |
| 復活珍品 上方落語選集 続々 （吉野狐、おたおたの太助、左甚五郎猫餅、うんつく酒、湯文字誉め、貝野村、浄瑠璃乞食、盆唄、五人裁き、走り餅、網七、自来也、鍬盗人、解けやらぬ下関水）                                         | 2003年12月 | 燃焼社               | ISBN 4-88978-038-6     |                                |
| 落語で広がる笑いの輪 イワサキ・ライブラリー15 ようこそ！おやこ寄席へ | 2004年8月  | 岩崎書店             | ISBN 4-265-02745-8     |                                |
| 上方寄席囃子大全集 | 2004年12月 | 燃焼社               | ISBN 4-88978-048-3     | 付属資料：CD4枚                |
| 桂文我上方落語選其の一 （寝床、餅つき、盆唄、浮かれの屑より） | 2005年11月 | 燃焼社               | ISBN 4-88978-058-0     | 付属資料：CD2枚                |
| メッケもん！ 掘り出し珍品図鑑 | 2006年10月 | ポプラ社             | ISBN 978-4591094754    |                                |
| 桂文我上方落語選其の二 （質屋蔵、小倉船、胴乱の幸助、土橋萬歳） | 2007年1月  | 燃焼社               | ISBN 4-88978-069-6     | 付属資料：CD2枚                |
| 落語「通」入門 | 2006年10月 | 集英社（集英社新書） | ISBN 978-4087203622    |                                |
| 笑福亭松朝の上方演芸百年噺 | 2019年4月  | 燃焼社               | ISBN 978-4-88978-135-9 |                                |
| 桂文我上方落語全集 第一巻 （網船、小倉船、小間物屋小四郎、田舎芝居、猫芝居、子ほめ、素麺喰い、魔風、寝床、外科本道、米揚げ笊、不動坊、尿瓶の花括け、辻八卦、船弁慶）                                                    | 2020年1月  | パンローリング       | ISBN 978-4-7759-9160-2 |                                |
| 桂文我の落語版「古事記」 | 2020年9月  | 燃焼社               | ISBN 978-4889781458    |                                |

### CD
| タイトル | 発売年月   | 発売元             | 備考                                     |
| --- | ---------- | ------------------ | ---------------------------------------- |
| 桂文我上方落語選 その1 （芝居風呂、しじみ売り、昆布巻芝居）                                                                                                 | 1997年6月  | 東芝EMI            |                                          |
| 桂文我上方落語選 その2 （地獄八景亡者戯、子はかすがい） | 1998年6月  | 東芝EMI            |                                          |
| 桂文我上方落語選 その3 （ほうじの茶、時うどん、三十石の通い路）                                                                                             | 2000年8月  | 東芝EMI            |                                          |
| 珍品＋定番たっぷり二席 四代目桂文我 第一集 （らくご、癪の合薬）                                                                                             | 2001年10月 | APPカンパニー      |                                          |
| 珍品＋定番たっぷり二席 四代目桂文我 第二集 （住吉駕籠、能狂言）                                                                                             | 2001年10月 | APPカンパニー      |                                          |
| 珍品＋定番たっぷり二席 四代目桂文我 第三集 （替り目、月宮殿星の都）                                                                                         | 2001年10月 | APPカンパニー      |                                          |
| 珍品＋定番たっぷり二席 四代目桂文我 第四集 （ねずみ、佐野山）                                                                                               | 2002年10月 | APPカンパニー      |                                          |
| 珍品＋定番たっぷり二席 四代目桂文我 第五集 （地獄八景亡者戯、猫芝居）                                                                                       | 2002年10月 | APPカンパニー      |                                          |
| 珍品＋定番たっぷり二席 四代目桂文我 第六集 （掛け取り、占い八百屋）                                                                                         | 2002年10月 | APPカンパニー      |                                          |
| 珍品＋定番たっぷり二席 四代目桂文我 第七集 （舟弁慶、小間物屋小四郎）                                                                                       | 2002年10月 | APPカンパニー      |                                          |
| おやこ寄席ライブCD 1 まんじゅうこわい、大安売り、だいみゃく （饅頭こわい、大安売り、代脈）                                                                  | 2001年4月  | APPカンパニー      |                                          |
| おやこ寄席ライブCD 2 たぬきのサイコロ、ろくろっくび、とまがしま （狸の賽、ろくろ首、苫ヶ島）                                                                | 2001年4月  | APPカンパニー      |                                          |
| おやこ寄席ライブCD 3 どうぐ屋、しし買い、んまわし （道具屋、猪買い、ん廻し）                                                                                | 2001年4月  | APPカンパニー      |                                          |
| おやこ寄席ライブCD 4 てんぐの酒もり、たいらばやし、時うどん （天狗の酒盛り、平林、時うどん）                                                                | 2001年4月  | APPカンパニー      |                                          |
| おやこ寄席ライブCD 5 サギとり、おやこ酒、どうぎり （鷺とり、親子酒、胴切り）                                                                                | 2001年4月  | APPカンパニー      |                                          |
| おやこ寄席ライブCD 6 つる、はつてんじん、えんようはく （つる、初天神、延陽伯）                                                                              | 2002年8月  | APPカンパニー      |                                          |
| おやこ寄席ライブCD 7 皿やしき、ぶすけ馬、うなぎ屋 （皿屋敷、武助馬、鰻屋）                                                                                  | 2002年8月  | APPカンパニー      |                                          |
| おやこ寄席ライブCD 8 七度ぎつね、八五郎ぼうず、もと犬 （七度狐、八五郎坊主、元犬）                                                                          | 2002年8月  | APPカンパニー      |                                          |
| おやこ寄席ライブCD 9 犬の目、くしゃみこうしゃく、牛ほめ （犬の目、くしゃみ講釈、牛ほめ）                                                                    | 2002年8月  | APPカンパニー      |                                          |
| おやこ寄席ライブCD 10 じゅげむ、夏の医者、花色もめん （寿限無、夏の医者、花色木綿）                                                                         | 2002年8月  | APPカンパニー      |                                          |
| ごくらくらくごライブ （たぬきの入学式、おべんとすいと、かっぱのカッパ、おもいたんざく、ざしきわらし、すいかのたねあかし、ももたろう：桃太郎以外は創作落語） | ？         | （文我オリジナル） | 小学館の絵本「ごくらくらくご」のライブ盤 |
| 上方落語 桂文我 ベスト ライブシリーズ （1） （そうめん喰い、紺田屋、古事記）                                                                                | 2018年1月  | パンローリング     |                                          |
| 上方落語 桂文我 ベストライブシリーズ（2） （能狂言、船弁慶、高台寺）                                                                                        | 2018年3月  | パンローリング     |                                          |
| 桂文我上方落語全集 第一巻（上） （網風、魔風、小倉船、小間物屋小四郎、田舎芝居、尿瓶の花活け）                                                              | 2020年1月  | パンローリング     | 2枚組                                    |
| 桂文我上方落語全集 第一巻（下） （素麺喰い、猫芝居、外科本道、不動坊、船弁慶、辻八卦、子ほめ、米揚げ笊）                                                    | 2020年1月  | パンローリング     | 2枚組                                    |
| SPレコード落語特選 初代桂春團治編（CD)（一） （馬の田楽（一）・（二）・（三））                                                                             | 2020年8月  | パンローリング     | 監修：桂文我                             |
| SPレコード落語特選 初代桂春團治編（CD)（二） （裏むき丁稚、ゑびす小判、お玉牛）                                                                             | 2020年8月  | パンローリング     | 監修：桂文我                             |
| SPレコード落語特選 初代桂春團治編（CD)（三） （赤子茶屋、阿弥陀池）                                                                                         | 2020年8月  | パンローリング     | 監修：桂文我                             |
| SPレコード落語特選 初代桂春團治編（CD)（四） （牛ほめ） | 2020年8月  | パンローリング     | 監修：桂文我                             |
| SPレコード落語特選 初代桂春團治編（CD)（五） （いかけや）                                                                                                   | 2020年8月  | パンローリング     | 監修：桂文我                             |
| SPレコード落語特選 初代桂春團治編（CD)（六） （お伊勢参り、伊勢参宮、あんま炬燵）                                                                           | 2020年8月  | パンローリング     | 監修：桂文我                             |

## 出演
- 「てれび絵本 えほん寄席」（NHK教育テレビ　2006年　不定期）
- 「桂文我の伊勢本街道」（ベイ・コミュニケーションズ）
- 「月極ラジオ」（MBSラジオ） 2004年（平成16年）4月 - 5月
- 「おはよう浪曲」（ABCラジオ）

## 連載
- 「桂文我蒐集行脚 こんなもんメッケ」 月刊誌『中州通信』リンドバーグ
- 「おやこで楽しもう落語の世界」 月刊誌『新世』社団法人倫理研究所